# Walter Baechi

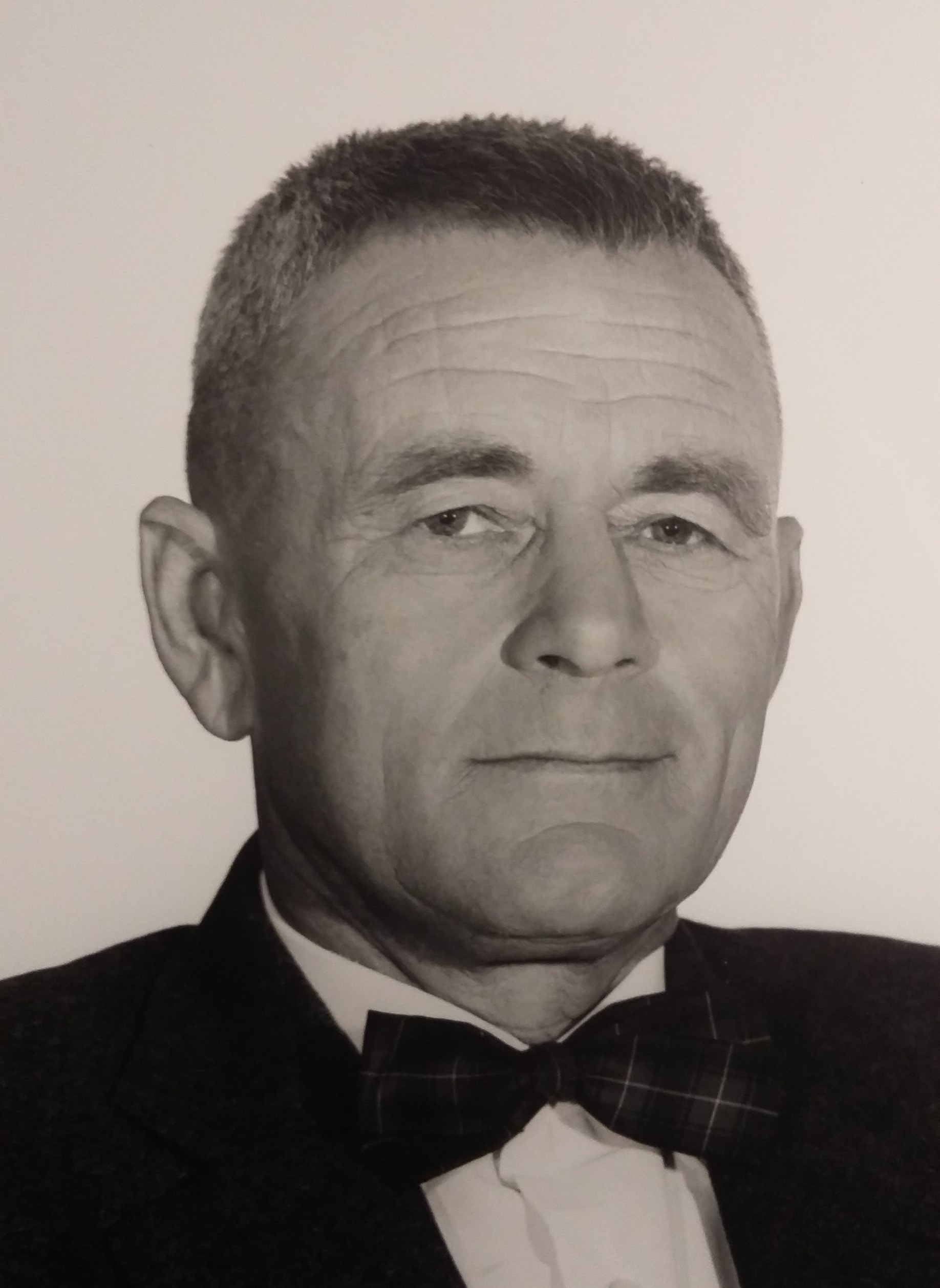
Walter Baechi (ca. 1961)

Walter Albert Baechi (* 4. November 1909 in Zürich; † 5. Dezember 1989 in Meilen) war ein Schweizer Anwalt aus Zürich und 1982, zusammen mit Hedwig Zürcher, Mitgründer der Sterbehilfeorganisation Exit. Bis 1989 war er deren Präsident, danach bis zu seinem Tod im gleichen Jahr Ehrenpräsident. Er war Mitglied des Landesrings der Unabhängigen (LdU).

## Biographie
Baechi wuchs als einziges Kind des aus einer Bauernfamilie stammenden Bankangestellten und Vizedirektors der Zürcher Kantonalbank Albert Baechi (1883–1976) und der Primarlehrerin Hedwig geborene Huber (1882–1932) in der damals noch selbständigen Landgemeinde Witikon (heute ein Quartier von Zürich) auf. Seine Eltern liessen sich 1922 noch während seiner Gymnasialzeit scheiden; er wurde der Mutter zugesprochen. Er erwarb am Lehrerseminar Wettingen das Lehrerpatent, übte den Beruf als Lehrer jedoch nie aus, sondern studierte anschliessend Jus an der Universität Zürich. 1933 schloss er das Studium mit Staats- und Anwaltsexamen ab und eröffnete eine Advokaturkanzlei in Zürich.
1961 war er Sprecher der oppositionellen Zürcher Sektion des grössten Verkehrsclubs der Schweiz, des Touring Club Schweiz, die die Absetzung des langjährigen Direktors Josef Britschgi, dem sie Korruption vorwarf, herbeiführte. Die damit erlangte grosse Bekanntheit Baechis führte nach seiner eigenen Einschätzung dazu, dass er bei den Nationalratswahlen 1964, obwohl nur auf dem 35. Listenplatz des Landesrings der Unabhängigen in Zürich, mit dem sechstbesten Resultat überraschend erster Ersatzmann wurde. 1966, bei der Wahl von Sigmund Widmer zum Zürcher Stadtpräsidenten, rückte er gemäss Gesetz in den Nationalrat nach, lehnte die Wahl aber ab, da er sie als nicht kompatibel mit der Aufgabe eines forensischen Anwalts erachtete.
Er war kulturell sehr interessiert. Im fortgeschrittenen Alter besuchte er als Gasthörer Griechischvorlesungen und -seminare, um die Klassiker in ihrer Sprache lesen zu können. Ein Anliegen waren ihm auch die Gedichte und Lieder Hans Roellis, die er selbst zur Gitarre vortrug. Zu ihrer Pflege hatte er 1933 den Hans-Roelli-Bund gegründet und unterstützte Roelli auch finanziell. Er war ausserdem ein passionierter Berggänger.
Baechi war 1934 bis 1952 in erster Ehe mit der aus einer französisch-spanischen Familie stammenden, in Hamburg aufgewachsenen Luisa Pardo de Leygonier (1905–1989) verheiratet, mit der er drei Söhne und eine Tochter hatte. Der älteste Sohn ist der Zeichner und Maler Balz Baechi (* 1937); mit dessen zur Hälfte vom Erbe des Vaters finanzierten Isabel und Balz Baechi Stiftung restauriert er weltweit Wandmalereien. Der zweitälteste Sohn, Mathis (* 1939), war ebenfalls Rechtsanwalt und arbeitete während des Studiums und nach dem Anwaltsexamen in Baechis Kanzlei, bevor er seine eigene eröffnete. Die Tochter Regina (* 1945) studierte Volkskunde und Religionsgeschichte, ist diplomierte Analytische Psychologin, publizierte verschiedene Bücher zu tiefenpsychologischen Themen und ist mit dem Agrarsoziologen und Tiefenpsychologen Theodor Abt verheiratet. Der jüngste Sohn, Koni (* 1943), nahm sich 1962 19-jährig zusammen mit seiner jungen Freundin Heidi das Leben. In zweiter Ehe verheiratete sich Baechi 1953 mit der aus Schweden stammenden Kunstmalerin Magnhild Baechi geborene Leijer (1915–2002). Aus der zweiten Ehe des Vaters hatte er eine Halbschwester, Doris Röthlisberger-Baechi (1930–2015). In der  Schweizer Armee erreichte er als Kommandant der Füs Kp III/67 den Rang eines Hauptmanns. Die angestrebte höhere militärische Karriere blieb ihm nach einer zeitweiligen Enthebung vom Kompaniekommando wegen zu harter Behandlung der Soldaten verwehrt.
Er nahm sich «heiteren Sinnes» das Leben, weil er gemäss dem von ihm vorbereiteten Text für seine Todesanzeige nicht gewillt war, «im Alter den geistigen und körperlichen Abbau bis zum Ende hinzunehmen». Da er an keiner tödlichen Krankheit litt und die damaligen Kriterien für eine Freitodbegleitung damit nicht erfüllte, wählte er eine der anderen Suizidmethoden, die in der Exit-Freitodanleitung beschrieben sind, den Suizid durch Kohlenmonoxidvergiftung. Das «rücksichtslose» Vorgehen, das er am Fest zu seinem 80. Geburtstag ungerührt angekündigt hatte, war für seine Familie laut seinem Freund und Abdankungsredner Pierre Wenger «eine schaurige Übung».

## Laufbahn
Seinen ersten Erfolg, der seinen Ruf als «Staranwalt» begründete, errang Baechi 1936, als er die nach einem Schwurgerichtsprozess ungewöhnliche Revision und im Prozess 1938, nachdem er das Revisionsgesuch als Broschüre publiziert hatte, den Freispruch des 1934 wegen angeblichen Giftmordes an seiner Ehefrau zu lebenslänglichem Zuchthaus verurteilten Zahntechnikers Hans Näf erreichte. Der Fall, der an den Mord in Kehrsatz erinnert, hatte 1948 ein Nachspiel in Form einer offensichtlichen Revancheanklage des unterlegenen Bezirksanwalts, Otto Gloor, der Baechi im Zusammenhang mit einem andern Fall, in dem dieser einen grosser Vermögensdelikte Angeklagten verteidigt und dabei gutgläubig falsche Urkunden verwendet hatte, wegen Urkundenfälschung anklagte. Baechi wurde freigesprochen.
1936 wurde er Sekretär des neugegründeten LdU und verteidigte dessen Gründer Gottlieb Duttweiler in mehreren Prozessen, meist gegen Monopole und Kartelle wie 1949 in einem von den hohen Offizieren Walter Gattiker, Eugen Bircher und Renzo Lardelli angestrengten Ehrverletzungsprozess gegen Duttweiler. Dieser hatte in der Tat vom August 1947 behauptet, Gattiker, Direktor der zum von Duttweiler bekämpften «Öltrust» Unilever gehörenden Sais, sei, obwohl dazu kaum befähigt, nur mit Hilfe von Bircher und Lardelli Oberst geworden, die dafür Sitze im Verwaltungsrat der Sais erhalten hätten. Baechi erwirkte den angestrebten Freispruch nicht; Duttweiler wurde wegen Verleumdung zu einer Busse von 5000 Franken und zu einer bedingten Gefängnisstrafe von 10 Tagen verurteilt.
Um sich der neuen Aufgabe voll widmen zu können, benannte er das Advokaturbüro in G & B um und überliess dessen Führung während dieser Zeit Alois Grendelmeier, bis er beim LdU durch Nationalrat Otto Pfändler abgelöst wurde. 1945 trat er auf Einladung Gottlieb Duttweilers in die Direktion des Migros-Genossenschafts-Bundes ein. Uneinigkeiten über das zu bearbeitende Arbeitsgebiet führten jedoch nur sechs Monate später wieder zum Austritt Baechis.
1946 vertrat er den deutschen Schriftsteller Bernard von Brentano im Prozess gegen Manuel Gasser, der Brentano, mit dem er früher eng befreundet gewesen war, in der Weltwoche vom 14. September 1945 als «begeisterten Anwalt des Nationalsozialismus» und «rabiaten Antisemiten» bezeichnet hatte, und erreichte die Verurteilung Gassers wegen Verleumdung und übler Nachrede.
Erfolglos war er dagegen 1952 in einem anderen Prozess, in dem er den wegen Gefährdung der inneren und äusseren Sicherheit der Eidgenossenschaft mit einer dauernden Einreisesperre belegten Kläger Maxim Maximo gegen einen anderen rumänischen Emigranten, Josef Mandl, vertrat, der Maximo als «besonders gefährlichen kommunistischen Agenten» bezeichnet hatte. Nicht nur wurden Mandl und der mitangeklagte Zürcher Journalist Rudolf Vetter freigesprochen, auch Baechis grosses Aufsehen in der Öffentlichkeit erregenden, beim Prozess vorgebrachten Anschuldigungen der Korruption zugunsten Mandls gegen einen Inspektor der Bundespolizei und gegen die Bundesanwaltschaft erwiesen sich laut einer vom Bundesrat angeordneten Untersuchung als völlig haltlos.
In den 1960er Jahren war Rechtsanwalt Walter Baechi «einer der Wortführer der Anhänger von James Schwarzenbach». 1972 führte er den aufsehenerregenden Prozess von Hans Habe gegen Friedrich Dürrenmatt im sogenannten Literatenstreit. Dürrenmatt hatte Habe in der Welt am Sonntag im Zusammenhang mit der Ernennung von Harry Buckwitz zum Direktor des Schauspielhauses als Faschisten bezeichnet. Er wurde wegen Beschimpfung verurteilt.
1977 vertrat Baechi die Anklage der Brüder Wille in der rechtlichen Auseinandersetzung mit Niklaus Meienberg wegen Passagen des Films Die Erschiessung des Landesverräters Ernst S. und wegen eines geplanten Theaterstücks über Ulrich Wille, den Vater der Brüder Wille. Baechi und die Familien Wille und Mettler erreichten, dass ihrer Ansicht nach diffamierende Passagen aus dem Film herausgeschnitten bzw. geändert wurden.
Baechi war ab 1973 Ersatz-, ab 1976 bis Ende 1979 ordentliches Mitglied des Kassationsgerichtes (höchste Gerichtsinstanz in den Kantonen Zürich und St. Gallen bis Ende 2010) und 1977 bis 1989 Mitglied der Aufsichtskommission über die Rechtsanwälte des Vereins Zürcherischer Rechtsanwälte.
Er war Präsident der Ernst Göhner Stiftung, Risch (1972 bis Ende 1984), der Hugatext AG (Sportartikel, vormals Gummi Hug AG), Fällanden (1964–1980), und Vizepräsident der Frucht AG (Handel mit Kartoffeln, Früchten usw.), Oensingen (1967–1989). Nach dem Tod des Gründers der Stauffacher-Verlags AG und der Stauffacher-Buchhandlung AG, Zürich, Eugen Theodor Rimli, wurde er zum Nachlassverwalter und Verwaltungsratspräsidenten der Gesellschaften gewählt (1974–1976). Er war zudem Mitglied mehrerer weiterer Verwaltungsräte, darunter der Praesens-Film AG, Zürich (1966–1982). Er war ausserdem Anwalt des Verbandes der Zürcher Polizeibeamten und des Circus Knie.

## Sterbehilfe
Nach seinem Rückzug aus dem Berufsleben Ende 1979 gründete Walter Baechi 1982 zusammen mit Hedwig Zürcher nach dem Vorbild der von Arthur Koestler begründeten englischen Vereinigung «Exit» die Sterbehilfeorganisation Exit (Deutsche Schweiz). Er präsidierte die Organisation bis Anfang 1989 und wurde anschliessend zum Ehrenpräsidenten gewählt.
Baechi hatte erkannt, dass der Artikel 115 des Schweizerischen Strafgesetzbuches (StGB), der die Sterbehilfe nur unter der Bedingung unter Strafe stellt, dass sie «aus selbstsüchtigen Beweggründen» erfolgt, die Rechtsgrundlage für die straflose Freitodbegleitung in der Schweiz bietet.
1975/1976 verteidigte er in der «Affäre Haemmerli» erfolgreich den Chefarzt der Medizinischen Klinik am Zürcher Stadtspital Triemli, Urs Peter Haemmerli, gegen den Vorwurf der aktiven Sterbehilfe.

## Publikationen
als Autor:
- Verwaltungsakt auf Unterwerfung, zweiseitiger Verwaltungsakt oder Vertrag? J. Springer, Wien 1934 (Dissertation).
- Der Mordfall Näf. Das Revisionsgesuch vom 28. Februar 1936. Aschmann & Scheller, Zürich 1936.
- 30 Jahre Grimm. Ein Beitrag zur politischen Lage. Weiss, Affoltern am Albis 1942.
- mit Karl Zimmermann: Sterbehilfe. In: Standpunkte kontrovers. Nr. 1, Helbing & Lichtenhahn, Basel 1983.
- Sterbehilfe-Postulate. Helbing und Lichtenhahn, Frankfurt am Main 1983.
- Der Selbstmord. Rüegger, Grüsch 1986.
- Fünf Jahre Exit (Deutsche Schweiz). Exit, Grenchen 1987.

als Herausgeber:
- Hans Roelli. Ich gehe auf der langen Strass. Gedichte, Lieder, Prosa (= Luzerner Poeten, 3). Comenius, Hitzkirch 1981. Auswahl und Nachwort von Walter Baechi. Mit Illustrationen von Paul Nussbaumer.
- Sechs Jahre Exit (Deutsche Schweiz). Exit-Publikationen aus den ersten sechs Jahren. Exit, Grenchen 1988.